# ديفيد إس. وول
ديفيد إس. وول (بالإنجليزية: David S. Wall)‏ هو بروفيسور بريطاني، ولد في 14 مارس 1956.

## وصلات خارجية
- الموقع الرسمي
- دايفيد إس. وول على موقع أول ميوزيك (الإنجليزية)